# Franz Ries (Komponist)
Franz Ries (* 7. April 1846 in Berlin; † 20. Juni 1932 in Naumburg) war ein deutscher Violinist, Komponist, Musikalienhändler und Musikverleger.

## Leben

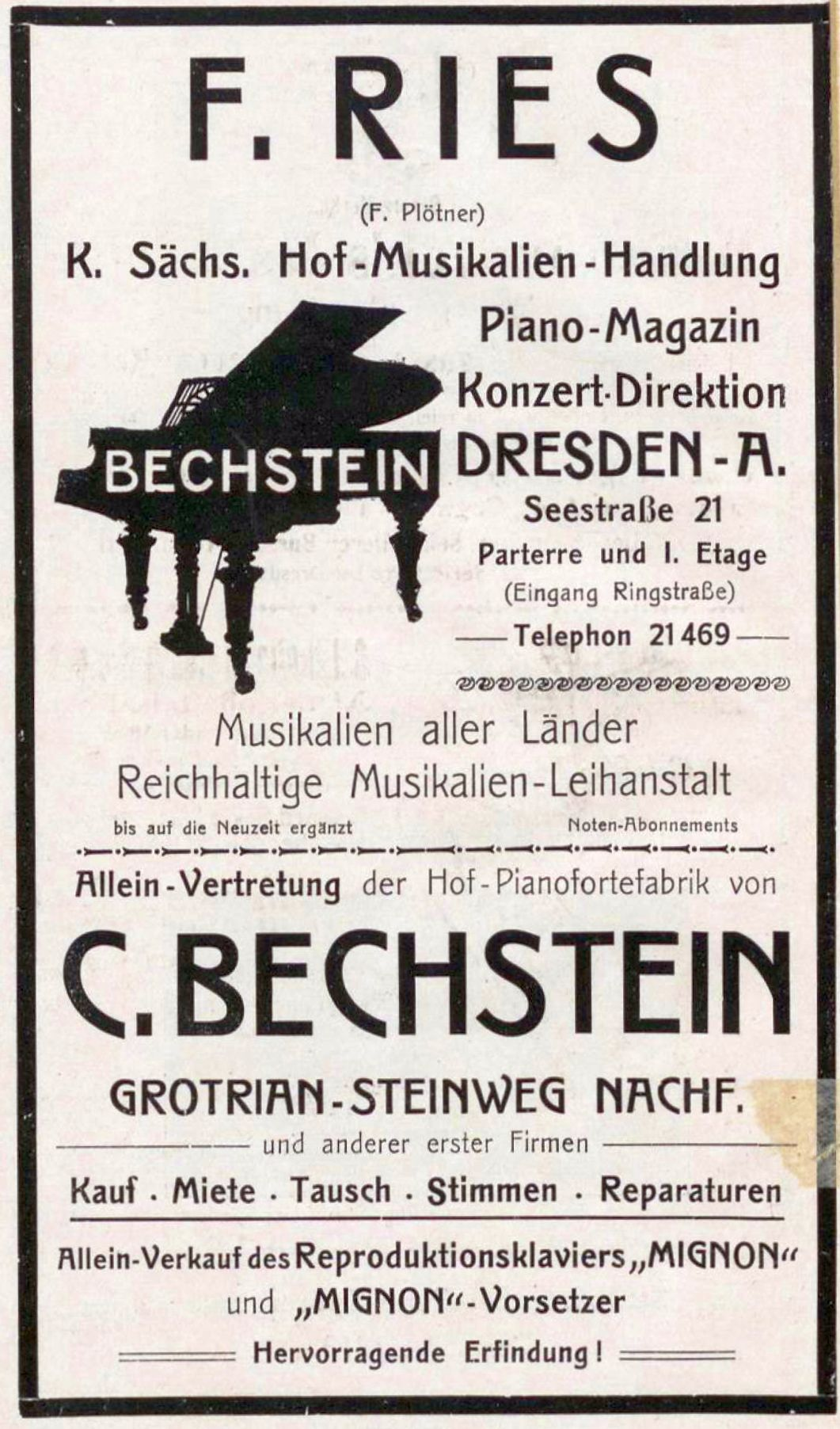
Werbung für die Musikalienhandlung F. Ries in Dresden (um 1914)

Franz Ries war der jüngste Sohn des Violinisten und Komponisten Hubert Ries. Er bildete sich unter Leitung seines Vaters und Friedrich Kiels in Berlin sowie am Pariser Konservatorium unter Lambert Massart und Henri Vieuxtemps zum Violinisten aus. Er musste jedoch nach kurzer, glänzender Karriere eines Nervenleidens wegen 1873 die Virtuosenlaufbahn aufgeben und wandte sich danach dem Musikalienhandel zu. Ab 1874 leitete er ein eigenes Sortiment in Dresden, dem auch eine Konzertdirektion angegliedert war. 1881 vereinigte Ries sein Geschäft mit dem von Hermann Erler (1844–1918) 1872 in Berlin gegründeten Verlag. Das neue Unternehmen firmierte von da an als Ries & Erler und besteht bis heute.
1884 verkaufte Ries seine noch in Dresden bestehende Musikalienhandlung und konzentrierte sich auf seine Tätigkeit als Verleger und trat gelegentlich in kleinem Kreis als Geiger auf. Nach Erlers Tod führte er den Verlag allein weiter. 1924 zog er sich aus dem Geschäftsleben zurück, zog nach Naumburg und überließ den Verlag seinem Sohn Robert (1889–1942).

## Werk
Zu Ries’ Kompositionen zählen Werke für Violine und Klavier, Kammermusik (Streichquartette, ein Streichquintett), Orchesterwerke und Lieder. Namentlich zwei Suiten für Violine und Klavier sowie mehrere Liederhefte haben weite Verbreitung gefunden. Als bedeutendste Werke von Franz Ries gelten zwei Streichquartette (opp. 5 und 22) sowie ein Streichquintett (c-Moll op. 28).